# 손잡이 (문)
문 손잡이는 문을 열고 닫기 위한 손잡이이다.

## 유형
고리형 손잡이, 즉 문고리는 주로 여닫이 문에 부착하여 당겨서 열 때 사용한다.
회전형 손잡이는 손으로 잡고 회전시켜서 문과 문 프레임을 연결하는 자물쇠를 풀어서 문을 여는 방식이다. 이에는 원통이나 공 모양을 회전시키는 원통형, 막대를 위 아래로 회전시켜 내리거나 올리는 레버형 등이 있다. 이들 가운데는 문의 잠금 장치를 내장하고 있는 것도 있다. 병원 등에서는 접촉으로 인해 감염하는 것을 방지하기 위해 구리 등 항균 소재를 사용하기도 한다.
자동차 문의 손잡이는 레버형의 일종이라고 할 수 있는데, 위 아래로 회전시키는 것이 아니라 목 가까이로 당기면서 작은 각도 회전시켜서 여는 방식이다.

## 감염 관리
문 손잡이는 일부 감염의 확산에 역할을 한다. 감염 전파는 개인이 손잡이를 만지고 그 후에 눈, 코 또는 입을 만질 때 발생할 수 있다. 그러나 일부 재료, 예를 들어 황동, 구리 및 은은 많은 미생물에 천천히 독성을 나타낸다.정확한 메커니즘은 알려져 있지 않지만 일반적으로 올리고다이내믹 효과를 통해 또는 다른 정전기 효과로 생각된다. 예를 들어 황동과 구리는 많은 문 손잡이 박테리아를 8시간 이내에 소독한다. 유리, 도자기, 스테인리스 스틸 및 알루미늄과 같은 다른 재료는 이러한 효과가 없다.
손 접촉을 피하기 위해 일부 문 손잡이는 팔이나 발로 작동하도록 설계되었다.